# Watumba!
Watumba! ist das achte Studioalbum der österreichischen Pop-Rock-Band Erste Allgemeine Verunsicherung. Es erschien 1991.

## Entstehung und Veröffentlichung
Nachdem die EAV mit dem World Music Award ausgezeichnet wurde, erschien der Nachfolger von Neppomuk’s Rache, der ursprünglich unter dem Titel Neppomuk’s Rückkehr geplant war und zu einem Teil aus Material bestand, das während der Aufnahmen und der Tournee zu Neppomuk’s Rache entstanden war.

## Titelliste
1. Wa (Dumpa)
2. Neandertal
3. Jambo
4. Wer riecht so streng
5. Die Ufo’s kommen
6. Der Würger
7. Neppo-Nepp
8. Frl. Hildegard
9. Hey Du
10. Hip-Hop
11. Insp. Tatü
12. Erzherzog Jörgerl
13. Dudelsack-Dudu
14. Alk-Parade
15. Watumba-Finale

## Musikstil und Liedtexte
Das Album führt den bewährten Weg fort, sozialkritische Themen humoristisch aufzugreifen und in eingängige Pop-Songs zu verpacken, die auch Einflüsse aus Rock, Swing und Rap verarbeiten. Auch live aufgezeichnete Sketche sind Teil des Albums. Das Lied Der Würger wurde von Bandmitglied Thomas Spitzer geschrieben und erstmals 1987 von dem Kabarettisten, Schauspieler und Musiker Mike Krüger veröffentlicht, mit einem leicht anderen Text auf dessen Album Unvergängliches Muster.

## Rezeption
Watumba! wurde im Musikexpress für die sitzenden Pointen, die mutigen Themen und die musikalische Qualität gelobt. Das Album erreichte Platz eins der österreichischen Album-Charts und blieb 22 Wochen in der Hitparade, in der Schweiz wurde Platz fünfzehn, in Deutschland Platz siebzehn belegt. Watumba! erhielt Doppel-Platin in Österreich und Gold in Deutschland.